# Neuseeländische Cricket-Nationalmannschaft in Schottland in der Saison 2022
Die Tour der neuseeländischen Cricket-Nationalmannschaft nach Schottland in der Saison 2022 fand vom 27. bis zum 31. Juli 2022 statt. Die internationale Cricket-Tour war Bestandteil der Internationalen Cricket-Saison 2022 und umfasste ein ODI und zwei Twenty20s. Neuseeland gewann die ODI-Serie 1–0 und die Twenty20-Serie 2–0.

## Vorgeschichte
Schottland bestritt zuvor ein heimische Drei-Nationen-Turnier, Neuseeland eine Tour in Irland. Es war das erste Aufeinandertreffen der beiden Mannschaften bei einer Tour. Zuvor reiste Neuseeland nach Schottland nur als Teil von Touren nach England.

## Stadion
Das folgende Stadion wurden als Austragungsort ausgewählt.
| Stadion         | Stadt     | Kapazität | Spiele                |
| --------------- | --------- | --------- | --------------------- |
| The Grange Club | Edinburgh | 3.000     | 1. ODI; 1. & 2. Spiel |

## Kaderlisten
Schottland benannte seinen Kader am 21. Juli 2022.
Neuseeland benannte seine Kader am 21. Juni 2022.
| ODI | ODI | Twenty20 | Twenty20 |
| Schottland | Neuseeland | Schottland | Neuseeland |
| --- | --- | --- | --- |
| - Richie Berrington (K) - Kyle Coetzer - Matthew Cross (wk) - Alasdair Evans - Chris Greaves - Ollie Hairs - Michael Jones - Michael Leask - Calum MacLeod - Gavin Main - Christopher McBride - George Munsey - Adrian Neill - Safyaan Sharif - Chris Sole - Hamza Tahir - Craig Wallace - Mark Watt | - Mitchell Santner (K) - Finn Allen - Michael Bracewell - Mark Chapman - Dane Cleaver (wk) - Jacob Duffy - Lockie Ferguson - Martin Guptill - Adam Milne - Daryl Mitchell - James Neesham - Glenn Phillips - Michael Rippon - Ben Sears - Ish Sodhi - Blair Tickner | - Richie Berrington (K) - Matthew Cross (wk) - Alasdair Evans - Chris Greaves - Ollie Hairs - Michael Jones - Michael Leask - Calum MacLeod - Gavin Main - Christopher McBride - George Munsey - Adrian Neill - Safyaan Sharif - Chris Sole - Hamza Tahir - Craig Wallace - Mark Watt | - Mitchell Santner (K) - Finn Allen - Michael Bracewell - Mark Chapman - Dane Cleaver (wk) - Jacob Duffy - Lockie Ferguson - Martin Guptill - Adam Milne - Daryl Mitchell - James Neesham - Glenn Phillips - Michael Rippon - Ben Sears - Ish Sodhi - Blair Tickner |

## Twenty20 Internationals

### Erstes Twenty20 in Edinburgh
| 27. Juli Scorecard | Edinburgh | Neuseeland 225-5 (20)           | – | Schottland 157-8 (20) |
|                    |           | Neuseeland gewainnt mit 48 Runs |   |                       |

Schottland gewann den Münzwurf und entschied sich als Feldmannschaft zu beginnen. Eröffnungs-Batter Martin Guptill und Finn Allen bildeten eine erste Partnerschaft. Guptill schied nach 40 Runs aus und der folgende Glenn Phillips erreichte 23 Runs. Allen verlor dann nach einem Century über 101 Runs aus 56 Bällen aus und die nun entstehende Partnerschaft Daryl Mitchell (23* Runs) und James Neesham erhöhte die Vorgabe auf 226 Runs. Vier schottische Bowler konnten jeweils 1 Wicket erzielen. Für Schottland konnten Eröffnungs-Batter George Munsey und Calum MacLeod bildeten eine erste Partnerschaft. Munsey schied nach 28 Runs aus und kurz darauf MacLeod nach 33 Runs. Es dauerte eine zeit, bis sich Chris Greaves etablierte und an seiner Seite Michael Leask 12 Runs erzielte. Graeves schied nach 31 Runs aus, bevor eine Partnerschaft zwischen Mark Watt (17* Runs) und Safyaan Sharif (14 Runs) es nicht mehr gelang der Vorgabe nahe zu kommen. Bester neuseeländischer Bowler war Ish Sodhi mit 4 Wickets für 28 Runs. Als Spieler des Spiels wurde Finn Allen ausgezeichnet.

### Zweites Twenty20 in Edinburgh
| 29. Juli Scorecard | Edinburgh | Neuseeland 254-5 (20)           | – | Schottland 152-9 (20) |
|                    |           | Neuseeland gewinnt mit 102 Runs |   |                       |

Neuseeland gewann den Münzwurf und entschied sich als Schlagmannschaft zu beginnen. Eröffnungs-Batter Dane Cleaver gelang es mit dem dritten Schlagmann Mark Chapman eine erste partnerschaft aufzubauen. Cleaver schied nach 28 Runs aus und wurde durch Daryl Mitchell gefolgt der 31 Runs erzielte. Chapman bildete dann zusammen mit Michael Bracewell eine Partnerschaft, bevor er nach 83 Runs ausschied. Der nachfolgende James Neesham konnte 28 Runs erreichen, bis er mit dem letzten ball des Innings sein Wicket verlor, während Bracewell das Innings ungeschlagen mit einem Fifty über 61* Runs beendete. Bester schottischer Bowler war Gavin Main mit 2 Wickets für 44 Runs. Für Schottland erreichte Eröffnungs-Batter George Munsey 19 Runs, bevor Richie Berrington und Chris Greaves eine Partnerschaft bildeten. Berrington schied nach 22 Runs aus und Graeves nach 37. Den verbliebenen Battern, unter anderem Michael Leask mit 14 Runs und Mark Watt mit 13 Runs gelang es nicht der Vorgabe Nahe zu kommen. Beste Bowler für Neuseeland waren James Neesham mit 2 Wickets für 9 Runs und Michael Rippon mit 2 Wickets für 37 Runs. Als Spieler des Spiels wurde Mark Chapman ausgezeichnet.

## One-Day International in Edinburgh
| 31. Juli Scorecard | Edinburgh | Schottland 306 (49.4)            | – | Neuseeland 307-3 (45.5) |
|                    |           | Neuseeland gewinnt mit 7 Wickets |   |                         |

Schottland gewann den Münzwurf und entschied sich als Schlagmannschaft zu beginnen. Als schottischen Eröffnungs-Batter konnte Kyle Coetzer 22 Runs und Michael Jones 36 Runs erzielen. Daraufhin etablierte sich Matthew Cross der mit Michael Leask einen Partner fand. Cross schied nach einem Half-Century über 53 Runs aus und wurde durch Mark Watt ersetzt. Auch Leask erzielte ein Fifty über 85 Runs und ihm folgte Safyaan Sharif. Watt gelangen dann 31 Runs und Sharif 28, was die Vorgabe auf 307 Runs erhöhte. Beste neuseeländischen Bowler waren Michael Bracewell mit 3 Wickets für 43 Runs und Jacob Duffy für 3 Wickets für 52 Runs. Neuseeland begann mit Martin Guptill und Finn Allen. Allen schied nach 50 Runs aus und wurde durch Dane Cleaver ersetzt. Guptill verlor dann nach 47 Rusn sein Wicket und kurz darauf auch Cleaver mit 32 Runs. Die Partnerschaft zwischen Mark Chapman und Daryl Mitchell konnte dann die Vorgabe der Schotten einholen. Chapman erzielte dabei ein Century über 101* Runs aus 75 Bällen und Mitchell ein Fifty über 74* Runs. Bester schottischer Bowler war Michael Leask mit 2 Wickets für 46 Runs. Als Spieler des Spiels wurde Mark Chapman ausgezeichnet.

## Auszeichnungen

### Player of the Match
Als Player of the Match wurden die folgenden Spieler ausgezeichnet.
| Spiel       | Player of the Match |
| ----------- | ------------------- |
| 1. ODI      | Mark Chapman        |
| 1. Twenty20 | Finn Allen          |
| 2. Twenty20 | Mark Chapman        |